# خالد الفرج
خالد الفرج (عربی: خالد الفرج؛ زادهٔ ۱۹ ژانویه ۱۹۷۰) کشتی‌گیر اهل سوریه بود.
وی در مسابقات کشوری و بین‌المللی در مجموع برندهٔ ۹ مدال طلا، ۱ مدال نقره، ۱ مدال برنز شده‌است.